# Nábrád
Nábrád là một thị trấn thuộc hạt Szabolcs-Szatmár-Bereg, Hungary. Thị trấn này có diện tích 17,69 km², dân số năm 2010 là 891 người, mật độ 50 người/km².